# 朝日新人文学賞
朝日新人文学賞（あさひしんじんぶんがくしょう）は 朝日新聞社が主催していた公募新人文学賞。年一回。受賞は選考委員の合議によって決定される。受賞者には正賞として記念品、副賞として100万円が授与された。また作品は、「小説トリッパー」誌上に掲載された。2008年の第19回を最後に終了。

## 受賞作一覧

### 第1回から第10回
- 第1回（1990年） 魚住陽子「奇術師の家」
- 第2回（1991年） 竜口亘・鹿島春光「ぼくと相棒」
- 第3回（1992年） 甲斐英輔「ゆれる風景」
- 第4回（1993年） 受賞作なし
- 第5回（1994年） 畑裕子「面・変幻」
- 第6回（1995年） 中山可穂「天使の骨」
- 第7回（1996年） 竹森千珂「金色の魚」
- 第8回（1997年） 金重明「鳳積術」（「算学武芸帳」に改題）
- 第9回（1998年） 乗峯栄一「天神斎一門の反撃」（「なにわ忠臣蔵伝説」に改題）
- 第10回（1999年） 勝浦雄「ビハインド・ザ・マスク」（「サンタクロース撲滅団」に改題）

### 第11回から第19回
- 第11回（2000年） 辻井南青紀「無頭人」
- 第12回（2001年） 小野正嗣「水に埋もれる墓」・柳広司「贋作『坊っちゃん』殺人事件」
- 第13回（2002年） 桜井鈴茂「アレルヤ」
- 第14回（2003年） 駒井れん「パスカルの恋」
- 第15回（2004年） 河井大輔「サハリンのイトウ」
- 第16回（2005年） 楽月慎「陽だまりのブラジリアン」
- 第17回（2006年） 受賞作なし
- 第18回（2007年） 岩槻優佑「なもなきはなやま」
- 第19回（2008年） 大島孝雄「ガジュマルの家」

## 選考委員
- 第12回から第15回 奥泉光、髙樹のぶ子、高橋源一郎、三浦雅士、山田太一
- 第16回から第18回 阿部和重、小川洋子、斎藤美奈子、重松清、高橋源一郎
- 第19回 小川洋子、斎藤美奈子、高橋源一郎